# Trichomycterus caliensis
Trichomycterus caliensis is een straalvinnige vissensoort uit de familie van de parasitaire meervallen (Trichomycteridae). De wetenschappelijke naam van de soort is voor het eerst geldig gepubliceerd in 1912 door Eigenmann.

## Voorkomen
De soort is alleen aangetroffen in de rivier de Calima in het westen van Colombia